# Tramandaí
Tramandaí es un municipio brasileño del estado de Rio Grande do Sul, perteneciente a la microrregión de Osório.
Se encuentra ubicado a una latitud de 29º59'05" Sur y una longitud de 50º08'01" Oeste, estando a una altitud de 8 metros sobre el nivel del mar. Su población estimada en 2010 era de 41.655 habitantes, con una densidad poblacional de 254,85 habitantes / km².
Ocupa una superficie de 143,76 km²² y su código postal es 95590-000.